# Akosmismus
Akosmismus (von griech. a- (nicht) und kosmos (Welt)) (Lehre von der Weltlosigkeit) ist eine Lehre, die der Welt eine eigenständige Wirklichkeit abspricht.
Der Ausdruck wird in unterschiedlichen Bedeutungen verwendet, meist in dem Sinne, dass der Welt im Verhältnis zur göttlichen Wirklichkeit eine eigenständige Wirklichkeit abgesprochen wird. Dann wird der Akosmismus (Gott ohne Welt) als begrifflicher Gegensatz zum Atheismus (Welt ohne Gott) aufgefasst.
In einer zweiten Bedeutung bezeichnet man einen reinen Spiritualismus, der die Realität zur Außenwelt ablehnt, als Akosmismus und meint damit vor allem Berkeley.
Es wird angenommen, dass die indische Vedanta-Philosophie einen Akosmismus vertrat. Einen Akosmismus sollen nach einigen Philosophiehistorikern auch die Eleaten vertreten haben.
Philosophiegeschichtlich prominent ist die Qualifizierung der Philosophie Spinozas durch Hegel als Akosmismus: in der Interpretation von Hegel hat nach der Lehre Spinozas nur die eine, unendliche und unteilbare Substanz (Gott) Wirklichkeit.
Fichte wehrte sich im Atheismusstreit gegen den Vorwurf des Atheismus damit, dass er keinen Atheismus, sondern einen Akosmismus vertrete. Seine Philosophie leugne „die Realität des Zeitlichen und Vergänglichen ..., um die des Ewigen und Unvergänglichen in seine ganze Würde einzusetzen“. Seine Philosophie sei kein Atheismus, allenfalls ein Akosmismus: „Nenne er mich etwa einen Akosmisten, nur nenne er mich nicht einen Atheisten: das, was ich leugne, liegt ganz woanders, als er denkt.“
F. A. Staudenmaier qualifizierte in seiner Hegel-Kritik dessen „logischen Pantheismus“ als „Akosmismus“. H. Krings spricht bei Hegel von einem „progressiven Akosmismus“, demgegenüber Spinoza einen „prinzipiellen Akosmismus“ vertreten habe.
A. Franz betrachtet das Problem des Akosmismus „nicht als erledigt“, wenn man mit Husserl und Heidegger dem Begriff „Welt“ in der Philosophie eine zentrale Bedeutung einräume.